# 中村海人
中村海人（日语：／ Nakamura Kaito，1997年4月15日—），是日本東京都出身的偶像、歌手、演員 ，隸屬於星達拓娛樂。為旗下團體 Travis Japan 的成員。

## 簡歷
- 因憧憬電視劇《我的老大，我的英雄》主角長瀨智也，便透過母親寄履歷給傑尼斯事務所，並參加徵選合格。然而，在第一次被邀請參加演唱會後，就沒有再收到任何通知。不放棄地寫信給喜多川社長後，再次被叫去參加徵選並成功通過，於2010年10月30日正式入社。同期入社的還有團員宮近海斗、松倉海斗，以及佐藤勝利、目黑蓮

- 2012年2月與吉澤閑也、宮近海斗、阿部顯嵐、梶山朝日一同觀摩舞台劇時，參加了 Travis Payne 的舞蹈課程，組成團體 Travis Japan

- 2022年 Travis Japan 與美國 Capitol Records 簽約，於10月28日以數位單曲《JUST DANCE!》正式出道
- 與團員宮近海斗、松倉海斗有許多共通點，包含名字發音相同（Kaito / カイト）、1997年出生、2010年10月30日入社、O 型、高中三年同班，因此被合稱為「Triple Kaito（トリプルカイト）」，與宮近海斗又被稱為「W Kaito（Wカイト）」
- 2024年4月6日宣布成為 YouTube 頻道《放課後 GAMING LIFE》正式成員
- 2024年12月17日開設個人官方 Instagram 帳號

## 演出經歷
僅列出個人演出，組合相關的演出請參考 Travis Japan

### 電影
- 矢野同學的普通日常（日语：矢野くんの普通の日々）（2024年11月15日、松竹）- 羽柴雄大[5]
- 星際寶貝：史迪奇（2025年6月6日上映、日本迪士尼）- 配音・大衛[6]

### 電視劇
- 小荳荳！第47集（2017年12月5日、朝日電視台）
- 派遣女王 第2季（2020年6月17日 - 8月5日、日本電視台）- 三田貴士
- 現在的年輕人喔…（2022年4月9日 - 5月28日、WOWOW）- 舟木俊
- 完美妻子的完美復仇計劃（2024年8月14日 - 10月2日、MBS・TBS）- 柏木瑞希[7]
- 本能開關 第4集・第6集（2025年2月1日・15日、朝日電視台）- Travis Japan[8]
- 深夜屋台（2025年4月12日 - 6月14日、東海電視台・富士電視台） - 方丈輝元[9]
  - 深夜屋台2（2025年7月31日 - 、Lemino） - 方丈輝元[10]

### 活動
- 日本職棒阪神虎 vs. 東京養樂多燕子（2024年5月18日、阪神甲子園球場）- 與七五三掛一起擔任開球嘉賓[11]
- 第39回 Mynavi 東京女孩展演 2024 AUTUMN／WINTER（2024年9月7日、埼玉超級競技場） - 神秘嘉賓（電影矢野同學的普通日常）[12]
- 立川立飛 e sports fes（2024年11月9日、TACHIKAWA STAGE GARDEN）- 特別來賓參賽

### 節目
- 夢テレビ！2024（2024年10月6日、SBC信越放送）- 與高中舞社100人合作出道曲《JUST DANCE!》特別舞台

### YouTube
- 放課後 GAMING LIFE（2023年5月20日 - 、YouTube）- 2024年4月6日影片中宣布成為正式成員[13]

### 網路劇
- 派遣的稀客（2020年6月17日 - 8月5日、Hulu）- 三田貴士

### 舞台劇
- Johnny's Dome Theatre 〜SUMMARY〜（2012年9月8日・9日、TOKYO DOME CITY HALL）

- 春風化雨（2018年10月5日 - 24日、新國立劇場中劇場）- 李察・卡麥隆
- もしも塾（2019年4月5日 - 7日、東京環球劇場）

## 外部連結
- 中村海人的Instagram帳戶
- STARTO ENTERTAINMENT > Travis Japan （页面存档备份，存于）
- 中村海人 個人簡介｜ISLAND TV （页面存档备份，存于）
- 中村海人在互联网电影资料库（IMDb）上的資料（英文）